# 世界のサーカス
『世界のサーカス』（せかいのサーカス）は、1962年4月8日から1965年12月26日までNHK総合テレビで放送されていたバラエティ番組である。

## 概要
世界各国の代表的なサーカス団の公演、アイスショー、水中ショーを紹介していた番組。アメリカNBCで放送されていたバラエティショー『International Showtime』（制作：MCA）をNHKが再構成したものである。

## 放送時間
いずれも日本標準時。
- 日曜 12:15 - 13:00 （1962年4月8日 - 1964年3月8日） - 同時間帯で『のど自慢素人演芸会』または『あなたが選ぶのど自慢』が不定期放送されていたため、月に1回以上放送を休止していた。
- 土曜 18:00 - 18:40 （1963年11月23日）
- 水曜 17:10 - 17:55 （1964年1月1日）
- 木曜 17:10 - 17:55 （1964年1月2日）
- 金曜 12:15 - 12:44 （1964年3月20日）
- 日曜 18:10 - 18:50 （1964年4月19日 - 1965年12月26日）

## ナレーター
- 酒井和雄（1965年1月31日まで） - 途中、NHKアナウンサーの木島則夫が担当した回もあり。
- 鈴木正和（1965年2月7日 - 1965年12月26日）